# Christian Straubinger

Christian Straubinger

Christian Straubinger (* 29. Juni 1902 in Alm bei Saalfelden am Steinernen Meer; † 1. Februar 1983 in Salzburg) war ein österreichischer Politiker (NSDAP).

## Leben und Wirken
Nach dem Besuch der Volksschule erlernte Straubinger von 1916 bis 1919 das Kaufmannsgewerbe. Anschließend arbeitete er zunächst bis zum 1. April 1920 als Handelsangestellter, dann bis September 1921 als Kanzleigehilfe bei der Wildbachverbauung und schließlich bis April 1924 als Holzarbeiter. Danach betätigte er sich bis zum Dezember 1926 als Jagdaufseher. Während dieser Zeit legte er 1925 die staatliche Jagdprüfung ab. Von 1927 bis 1929 erlernte er das Steinmauer- und Mineur-Handwerk.
Am 1. Mai 1931 trat Straubinger der NSDAP bei (Mitgliedsnummer 511.308), laut eigenen Angaben am 3. Oktober 1930 der SA. Im August 1934 wurde er – wohl wegen Beteiligung am nationalsozialistischen Juliputsch gegen die Regierung Dollfuss – verhaftet und am 8. Oktober 1934 zum Tode durch den Strang verurteilt. Am 6. Dezember 1934 wurde er zu fünfzehn Jahren schweren Kerker begnadigt, bevor er schließlich im Rahmen einer Amnestie vom Juli 1936 freigelassen wurde. Am 17. Dezember 1936 siedelte Straubinger ins Deutsche Reich über, wo er vom NSDAP-Flüchtlingshilfswerk in München betreut wurde.
Von April 1938 bis zum Ende der NS-Herrschaft im Frühjahr 1945 saß Straubinger als Abgeordneter für das Land Österreich im nationalsozialistischen Reichstag. In der SA erreichte er 1943 den Rang eines Sturmbannführers.